# Justo Tejada
Justo Tejada (n. 6 ianuarie 1933, Barcelona, Spania – d. 31 ianuarie 2021, Barcelona, Spania) a fost un fotbalist spaniol. A fost unul din cei cinci golgeteri ai Cupei Campionilor Europeni în ediția din 1961-1962 cu șapte reușite.

## Titluri
FC Barcelona
- Cupa Orașelor Târguri: 1955–1958, 1958–1960
- La Liga: 1958–59, 1959–60
- Copa del Rey: 1956–57, 1958–59

Real Madrid
- La Liga: 1961–62, 1962–63
- Copa del Rey: 1961–62